# Thomas Lynch
Pour les articles homonymes, voir Thomas Lynch (homonymie) et Lynch.
Petit-fils de l'évêque de Londres, Thomas Lynch est issu d'une famille irlandaise installée dans le Kent, dans le Sud de l'Angleterre. Il participe aux guerres du roi Charles Ier contre le parlement anglais à l'époque d'Oliver Cromwell, puis devient planteur de sucre à la Jamaïque, négociant d'esclaves, et finit sa vie comme gouverneur de l'île.  

## Biographie
Thomas Lynch était hispanophone et hispanophile grâce à un séjour de cinq ans en Espagne qui en fait le candidat idéal à la fin des années 1660, quand Charles II d'Angleterre souhaite faire de la Jamaïque la plaque tournante de  l'approvisionnement en esclaves de l'empire espagnol. L'Amérique du Sud est alors perçue comme un immense potentiel, à une époque où les monnaies métalliques sont encore rares et les plantations de sucre le seul moyen de s'enrichir rapidement.
Le désir de commercer avec l'Espagne exprimé par la monarchie catholique jacobite, d'abord discret à la restauration en 1660, s'intensifie au fil des guerres anglo-néerlandaises et se traduit par une double décision : le remplacement en 1671 de Thomas Modyford, gouverneur de la Jamaïque, par Thomas Lynch, suivi de la création en 1672 d'une nouvelle Compagnie royale d'Afrique, confiée au duc d'York Jacques Stuart, qui obtient le monopole de livrer les esclaves à l'Espagne. 
Dès sa nomination à la tête de la Jamaïque, Thomas Lynch entame une politique beaucoup plus sévère que celle de Modyford contre les flibustiers, qui sont systématiquement désarmés et poussés à devenir planteur de sucre. La principale raison du départ de Modyford est qu'il avait laissé faire le raid d'Henry Morgan contre Panama, ravivant les conflits avec l'empire espagnol. Morgan est lui-même arrêté en 1672. Après deux ans de prison à Londres, il accepte de devenir planteur de sucre à la Jamaïque et adjoint de Thomas Lynch qu'il finit par remplacer en 1676.